# Boubo
Boubo är ett vattendrag i Elfenbenskusten som mynnar i Guineabukten. Det rinner genom distriktet Gôh-Djiboua, i den södra delen av landet, 180 km söder om huvudstaden Yamoussoukro.